# АО-22
АО-22 — опытные образцы единых пулемётов системы Грязева-Любимова-Кастронова под патрон 7,62×54 мм.

## АО-22

### История создания
Пулемет АО-22 разрабатывался для изыскания более перспективных и простых схем стрелкового оружия.
Пулемет разрабатывался главным конструктором В. П. Грязева, старшим инженером В. А. Любимовым и инженером В. П. Касторновым. Пулемет обладал довольно оригинальной системой и малым весом. Однако обладал некоторыми конструктивными недостатками как например высокий темп стрельбы из-за чего и не был принят.

### Принцип действия и устройство
Автоматика работает на принципе отвода пороховых газов через боковые отверстия в стенке ствола. Запирание канала ствола осуществляется поворотов затвора, боевые упоры расположены на стволе. Газовый поршень кольцевого типа. Ствольная коробка и ствол выполняют функции газовой камеры.
Подача ленты осуществляется с помощью рычага подачи взаимодействующего с ползуном при откате подвижных частей. Извлечение патрона из ленты и снижение его на линию досылания производится извлекателем. Экстракция гильз происходит фронтальным путем с помощью ползуна при накате подвижных частей.
Также пулемет обладал быстросъемным стволом и отъемным прикладом.

## АО-22М

### История создания
Пулемёт АО-22М был разработан в 1962 году в порядке усовершенствования пулемёта АО-22 с целью устранения выявленных в нём недостатков и для участия в сравнительном конкурсе в НИИ-61.
Пулемёт был разработан В. А. Любимовым под руководством В. П. Грязева. Некоторые недостатки оружия были решены как например высокий темп стрельбы.
Однако пулемёт АО-22М не пошёл в серийное производство по нескольким причинам, среди них быстрый перегрев приводящий к самовоспламенению патрона в патроннике, что обусловило корректировку требований и увеличение допустимой массы пулемёта и конструкция пулемётной ленты с открытыми звеньями позволившая упростить конструкцию механизма подачи патрона, но оказалась капризной в условиях длительной эксплуатации пулемёта.
Также отказ от АО-22М связан с тем что в конкурсе по выбору более перспективного пулемета победили ТКБ-015 и 6П6Л1. Из-за чего дальнейшую разработку приняли нецелесообразной.

### Принцип действия и устройство
Пулемет особенен благодаря использования газового двигателя классического типа. Запирание канала ствола осуществляется на боевые упоры, расположенные непосредственно на стволе, что сократило нагрузку на коробку автоматики при выстреле.
Подача ленты осуществляется втулкой подачи, расположенной на стволе и снабжённой пальцами подачи. Втулка подачи приводится в движение рамой и одновременно выполняет функции приёмника патронов. Процесс снижения патрона производится в плоскости, расположенной под углом 30 градусов к вертикали. Стреляная гильза выталкивается следующим патроном фронтальной экстракцией.
Также пулет обладает как и образец АО-22 быстросъемным стволом.